# Carlo Lejeune

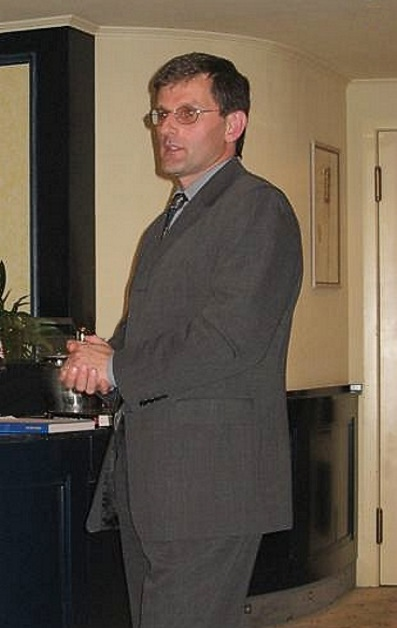
Carlo Lejeune 2006

Carlo Lejeune (auch Karl; * 5. Oktober 1963) ist ein deutschsprachiger belgischer Historiker.

## Leben
Carlo Lejeune wuchs in der belgischen Eifel auf und besuchte von 1975 bis 1981 die Bischöfliche Schule in St. Vith.
Anschließend studierte er an den Universitäten von Louvain-la-Neuve, Bonn und Köln. Seine Dissertation schrieb er an der Universität Trier über Die deutsch-belgischen Kulturbeziehungen 1925–1980. Nach einem Volontariat an der Georg-von-Holtzbrinck-Schule für Wirtschaftsjournalisten in Düsseldorf und einem Engagement als Wirtschaftsjournalist beim Handelsblatt kehrte er 1993 in die belgische Eifel zurück und arbeitet dort als Gymnasiallehrer und Publizist, als Dozent an der Autonomen Hochschule in der Deutschsprachigen Gemeinschaft Belgiens (AHS) und seit 2014 als Leiter des Zentrums für Ostbelgische Geschichte (ZOG).
In seinen meist historischen Werken bearbeitete er drei Schwerpunkte: die Alltagsgeschichte, die deutsch-belgischen Beziehungen und die Geschichte der Deutschsprachigen Gemeinschaft in Belgien.
Für seine Verdienste wurde Lejeune im Jahr 2014 mit dem Anton-Hecking-Schild des Geschichts- und Museumsvereins Zwischen Venn und Schneifel (ZVS) ausgezeichnet. Darüber hinaus erhielt Lejeune für drei seiner Schriften den Preis des Parlaments für herausragende Werke in deutscher Sprache: 1991 für Die deutsch-belgischen Kulturbeziehungen 1925–1980 – Wege zur europäischen Integration?, 1997 für Leben und Feiern auf dem Lande. Die Bräuche der Belgischen Eifel und 2006 für Die Säuberung (Band 1) Ernüchterung, Befreiung, Ungewissheit (1920–1945).
In Zusammenhang mit Plagiatsvorwürfen in Teilen seiner Doktorarbeit von 1992, gab Carlo Lejeune im November 2020 seinen Rücktritt als Leiter des Zentrums für Ostbelgische Geschichte bekannt. Im April 2021 verzichtete Lejeune auf das Tragen des Doktortitels.

## Werke (Auszug)
- Oh, alte Burschenherrlichkeit... Eumavia Lovaniensis, eine Studentenvereinigung als Spiegel der ostbelgischen Geschichte. Hünningen 1989.
- Die deutsch-belgischen Kulturbeziehungen 1925–1980 – Wege zur europäischen Integration? Böhlau, Köln / Weimar / Wien 1992, ISBN 3-412-01092-8.
- Leben und Feiern auf dem Lande. Die Bräuche der Belgischen Eifel. Aktuell-Verlag, St. Vith.
  - Band 1: Von Silvester bis Weihnachten. Die Frömmigkeit des Volkes. 1992, ISBN 3-925048-13-8.
  - Band 2: Von der Wiege bis zur Bahre. Das Dorf als Lebenswelt. 1993, ISBN 3-925048-14-6.
  - Band 3: Auf dem Weg in die Moderne. Bauen und Wohnen. 1996, ISBN 3-925048-18-9.
- als Hrsg.: Mut zur eigenen Geschichte: der 8. Mai 1945 – Anmerkungen zur ostbelgischen Vergangenheit. Aktuell-Verlag, St. Vith 1995, ISBN 3-925048-17-0.
- mit Andreas Fickers und Freddy Cremer: Spuren in die Zukunft, Anmerkungen zu einem bewegten Jahrhundert. Lexis Verlag, Büllingen 2001.
- Die Zukunft liegt im ländlichen Raum, Chancen für die Dörfer der belgischen Eifel. Lexis Verlag, Büllingen 2002, ISBN 90-806682-2-2.
- Des Deutschtums fernster Westen. In: Burkhard Dietz, Helmut Gabel, Ulrich Tiedau (Hrsg.): Griff nach dem Westen. Waxmann, Münster / New York / München / Berlin 2003, ISBN 3-8309-1144-0, S. 493–539.
- Die Säuberung. Lexis-Verlag, Büllingen.
  - Band 1: Ernüchterung, Befreiung, Ungewissheit (1920–1945), 2005. ISBN 90-806682-3-0.
  - Band 2: Hysterie, Wiedereingliederung, Assimilierung (1945–1952). 2006, ISBN 90-806682-4-9.
  - Band 3: Verdrängte Erinnerungen – 340 Zeitzeugen berichten. 2008, ISBN 978-90-806682-0-1.
- Matthias Zender als Kriegsverwaltungsrat und seine Akte: ein Helfer Hitlers oder aufrechter Humanist? In: Rheinische Vierteljahrsblätter. 2013 (77), S. 130–158.
- mit Christoph Brüll (Hrsg.): Grenzerfahrungen – Eine Geschichte der Deutschsprachigen Gemeinschaft Belgiens.
  - Band 5: Säuberung, Wiederaufbau, Autonomiediskussionen (1944–1973). Grenz-Echo Verlag, Eupen 2013, ISBN 978-3-86712-086-9.
- mit David Engels (Hrsg.): Grenzerfahrungen – Eine Geschichte der Deutschsprachigen Gemeinschaft Belgiens.
  - Band 1: Villen, Dörfer, Burgen (Altertum und Mittelalter). Grenz-Echo Verlag, Eupen, 2015, ISBN 978-3-86712-104-0.
- als Hrsg.: Grenzerfahrungen. Eine Geschichte der Deutschsprachigen Gemeinschaft Belgiens.
  - Band 2: Tuche, Töpfe, Theresianischer Kataster (1500–1794). Grenz-Echo Verlag, Eupen, 2016, ISBN 978-3-86712-108-8.
  - Band 3: Code civil, beschleunigte Moderne und Dynamiken des Beharrens (1794–1919) Grenz-Echo Verlag, Eupen, 2016, ISBN 978-3-86712-115-6.
- mit Christoph Brüll, Peter Quadflieg (Hrsg.): Grenzerfahrungen – Eine Geschichte der Deutschsprachigen Gemeinschaft Belgiens.
  - Band 4: Staatenwechsel, Identitätskonflikte, Kriegserfahrungen (1919-1945). Grenz-Echo Verlag, Eupen, 2019, ISBN 978-3-86712-139-2.

## Quelle
- Belgischer Rundfunk: Zwischen Venn und Schneifel